# Szaleństwo Majki Skowron (serial telewizyjny)
Szaleństwo Majki Skowron – polski serial telewizyjny z 1976 roku w reżyserii Stanisława Jędryki. Adaptacja powieści dla młodzieży pod tym samym tytułem autorstwa Aleksandra Minkowskiego. Fabuła osnuta jest na dwóch przypadkach konfliktu pokoleniowego. Głównym bohaterem jest chłopiec Ariel (skłócony z ojcem), który trafiwszy na swej życiowej drodze na tytułową Majkę (skłóconą z ojcem) przeżywa młodzieńczą miłość w mazurskich plenerach.
Serial był pierwszy raz wyświetlany w ramach magazynu Ekran z bratkiem. Zdjęcia kręcono w okolicach Mikołajek, Pisza, Tałt, Olsztyna i Jeziora Łuknajno.

## Odcinki
1. Ariel
2. Zasadzka
3. Mirabelle
4. Alarm na jeziorze
5. Wyspa
6. Kłusownik
7. Zaufanie
8. Śledztwo
9. Powroty

## Obsada
- Marek Sikora – Ariel
- Czesław Jaroszyński – Henryk, komendant MO, ojciec Ariela
- Zuzanna Antoszkiewicz – Majka Skowron
- Joanna Bogacka – doktor Ala Badowska
- Irena Kownas – sekretarka Liwicza
- Arkadiusz Bazak – alkoholik Bendek
- Emil Karewicz – Liwicz, kierownik spółdzielni rybackiej, ojciec Bogdana
- Bolesław Płotnicki – zegarmistrz
- Wojciech Pokora – sierżant Kuziak
- Bożena Miller – Liwiczówna (Wika), córka Liwicza
- Wojciech Zimecki – Bogdan Liwicz, syn Liwicza
- Ewa Nijaki – plażowiczka
- Marek Jasiński – plażowicz
- Andrzej Skubisz – prokurator
- Krzysztof Kowalewski – dyrektor Skowron, ojciec Majki
- Witold Dederko – kioskarz
- Jarosław Skulski – strażnik
- Inez Fichna – Joanna Wawrowska, koleżanka Majki
- Zdzisław Szymański – aptekarz
- Andrzej Piechocki
- Janusz Kłosiński
- Zygmunt Kęstowicz – członek kierownictwa fabryki
- Tomasz Zaliwski – członek kierownictwa fabryki

i inni
Obsada dubbingu
- Tomasz Zaliwski – kapitan statku wycieczkowego